# 3342 Fivesparks
3342 Fivesparks је астероид главног астероидног појаса са средњом удаљеношћу од Сунца која износи 3,137 астрономских јединица (АЈ).
Апсолутна магнитуда астероида је 12,1.